# Histoire de la nudité en baignade

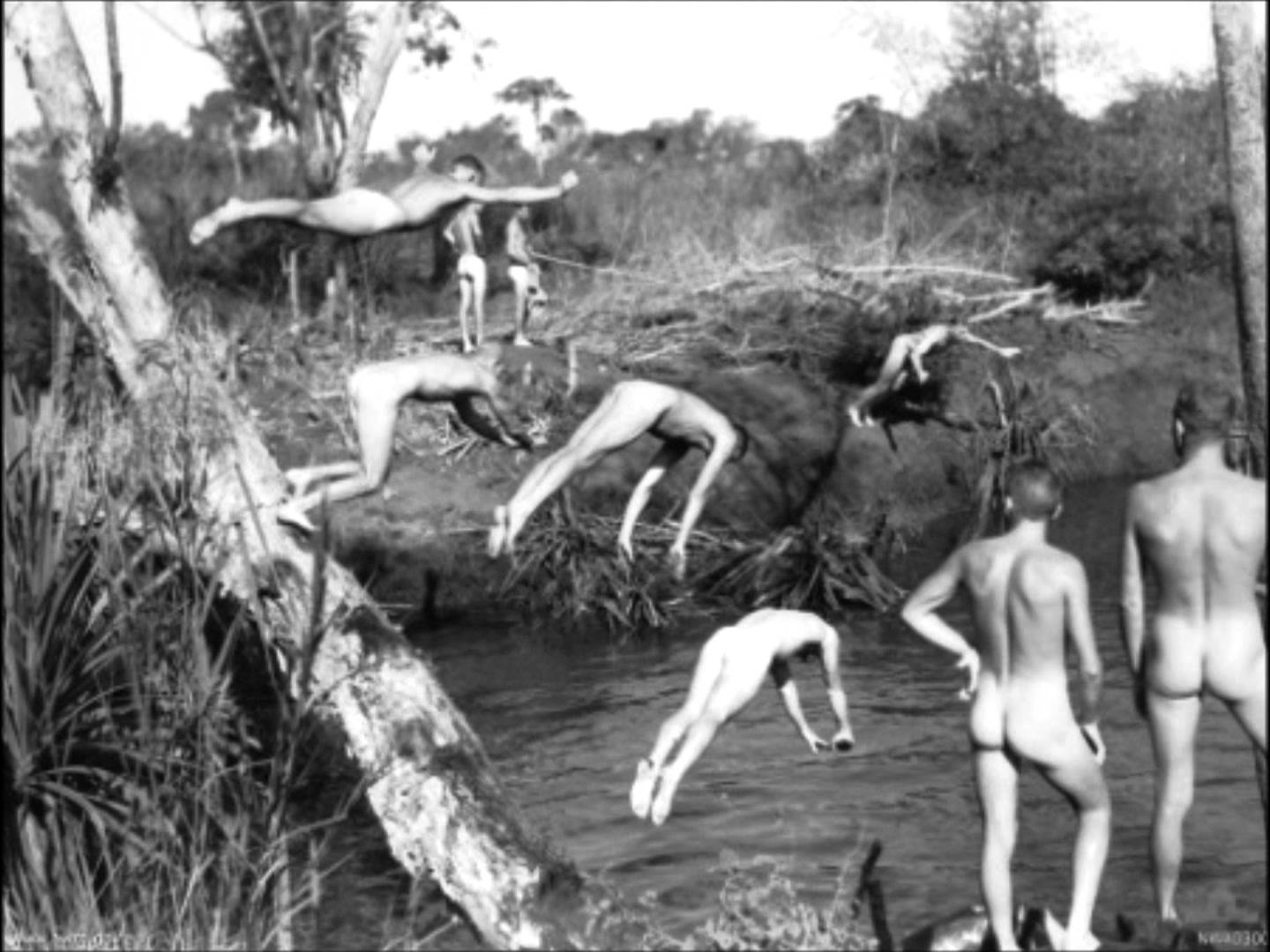
Des membres de la Royal Australian Air Force plongent dans une rivière, 1943.

La baignade nue est la pratique de qui nage sans vêtements, que ce soit dans des plans d'eau naturels ou dans des piscines. Le terme de « baignade » recouvre ici tant la natation sportive que le bain hygiénique ou de loisir.
Jusqu'à l'Antiquité, femmes et hommes se baignent sans vêtements, parfois ensemble et parfois pas.
Avec l'apparition du christianisme, se développe progressivement l'interdiction des bains nus tels que les connaissait la société romaine. 
Jusqu’au début du XXe siècle dans les sociétés occidentales, les hommes se baignent souvent nus, pour autant que l'absence de femmes soit assurée, et les femmes portent généralement un vêtement. Certaines de ces sociétés[Qui ?] ont développé une tolérance sociale à l'égard de la nudité mixte au bain. Certaines sociétés non occidentales[Qui ?] ont adopté la réprobation occidentale de la nudité mixte[réf. souhaitée].
Dans de nombreux pays européens, l’acceptation sociale du naturisme a conduit à tolérer — voire légaliser — la baignade nue dans des lieux ouverts au public.

## Histoire

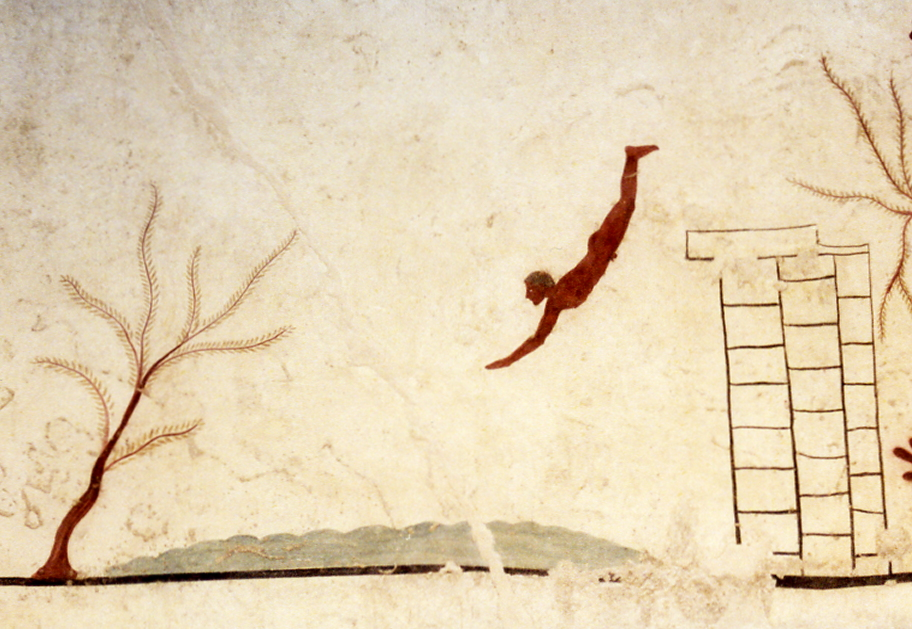
La fresque du « Tombeau du Plongeur » de Paestum, vers 470 av. J.-C.

D'après les peintures rupestres qui nous sont connues, l'humain nage depuis plusieurs milliers d'années quand apparaissent les premières civilisations, et une période les humains étaient alors rarement vêtus,.

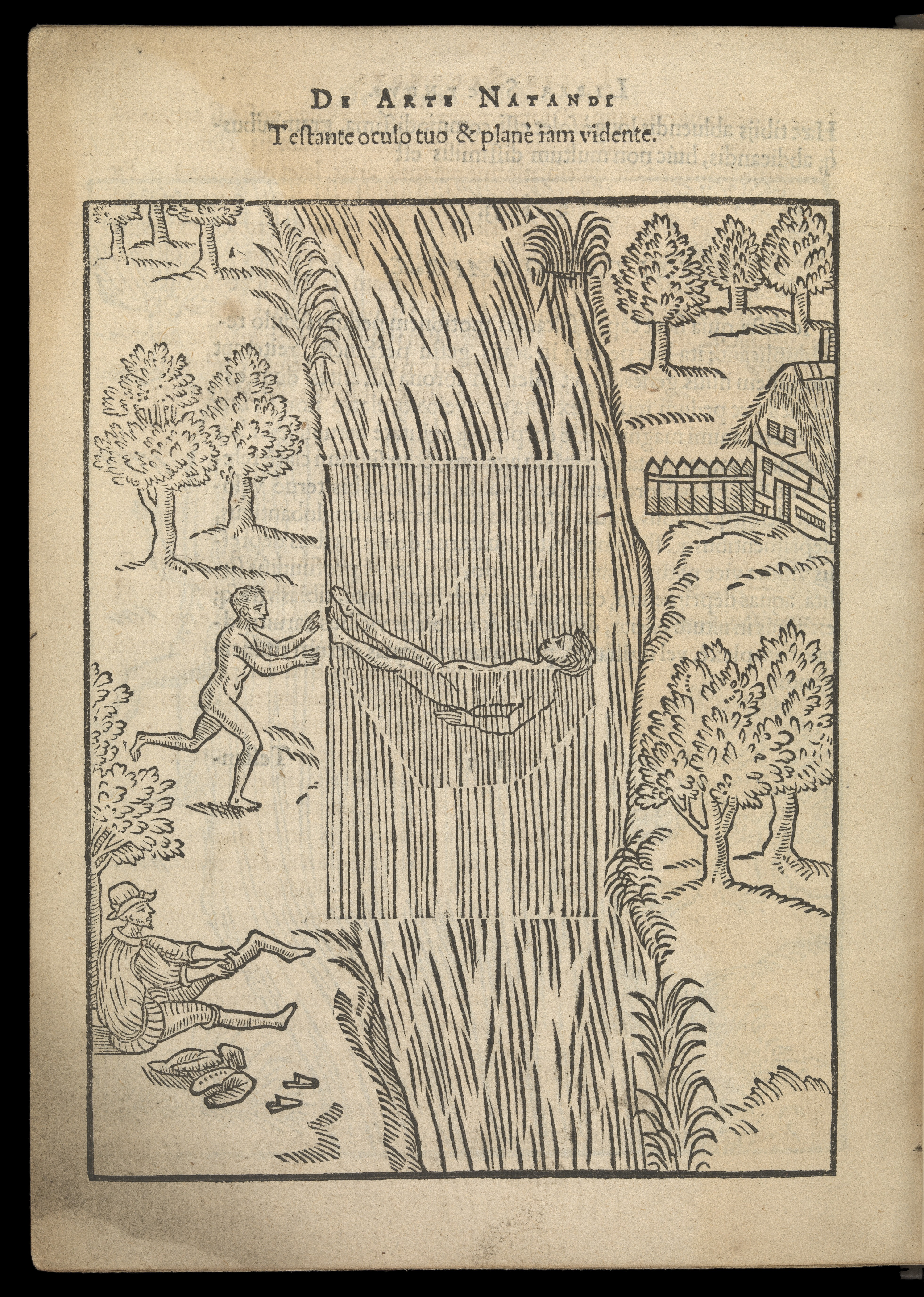
Illustration tirée de L'art de nager (De Arte Natandi) d'Everard Digby (1587).

### De l'Antiquité au début de l'ère moderne
Dans l’Égypte ancienne, où les vêtements étaient un symbole de statut social, la nudité après la puberté étant un indicateur de pauvreté. Les pêcheurs et les bateliers allaient souvent nus, alors même que les travailleurs manuels des deux sexes portaient un pagne ou une jupe, sauf si leurs tâches impliquaient de nager.
Dans la Rome antique, les vêtements représentaient également le statut social, mais les bains publics représentaient une exception à cette règle. Les bains publics pouvaient inclure des piscines situées dans des cours ouvertes.
La natation devient de plus en plus impopulaire après la chute de l'Empire romain d'Occident, car considérée par l'Église chrétienne comme pécheresse et malsaine. Natation et bain revinrent en vigueur au XIIe siècle, parfois sans ségrégation des sexes:9–10. Défiant l'Église d'Angleterre, le livre d'Everard Digby, De Arte Natandi (L'art de nager), a été publié en 1587. Le livre d'instructions de Melchisédech Thévenot, également appelé L'Art de nager, publié en 1969, était illustré de 40 gravures sur cuivre qui montrent que la natation se pratiquait normalement nue.
Des autochtones d'Amérique qui nagent nus sont représentés par les premiers colons, dès le XVIe siècle.

### Ère moderne et contemporaine

#### Afrique du Sud
À partir de 1873, le conseil municipal d'East London, dans la province du Cap-Oriental, a promulgué des mesures visant à contrôler les heures de baignade, les vêtements et notamment les zones de baignade séparées pour les hommes et les femmes. Cette réglementation était trop conservatrice et contraignante au goût des habitants de cette ville côtière et, pendant plusieurs décennies, elle a fait l'objet de batailles juridiques, ou a été tout simplement ignorée. Le conflit fut finalement réglé en 1906 lorsque les bains mixtes furent autorisés à condition que les hommes et les femmes portent des maillots de bain appropriés.

#### Angleterre

##### XVesiècle
Des caleçons de lin sont parfois portés par des hommes, et des robes de bain par des femmes. Les groupes exclusivement masculins continuent à nager nus dans les rivières et la mer, jusqu'au milieu du XIXe siècle.

##### XVIIIesiècle
Le code vestimentaire officiel de la Bath Corporation de 1737 interdisait aux hommes et aux femmes de nager nus, que ce soit de jour ou de nuit.
Au début des années 1730, les bains de mer, très à la mode, correspondaient à un idéal hygièniste et de santé publique:12. Les stations balnéaires s'inspiraient de celle de Bath et offraient des promenades, des bibliothèques itinérantes et des salles de réunion:9. Lors des bains de mer ou de la baignade, les hommes et les garçons étaient nus, tandis que les femmes et les filles étaient encouragées à se baigner en portant des vêtements amples. Scarborough a été la première station balnéaire à fournir des machines de bain pour se changer.
En Angleterre, les classes inférieures commencent à adopter la pratique du bain de mer vers la fin du XVIIIe siècle (1764 à Southampton, 1779 à Exmouth). Dans le Lancashire, les femmes et les hommes qui travaillaient se baignaient nus ensemble dans la mer en 1795 : « Les classes inférieures des deux sexes faisaient un pèlerinage annuel à Liverpool où ils barbotaient dans l'eau salée pendant des heures à chaque marée en nombres divers et sans trop se soucier de leur apparence:11. »

##### XIXesiècle

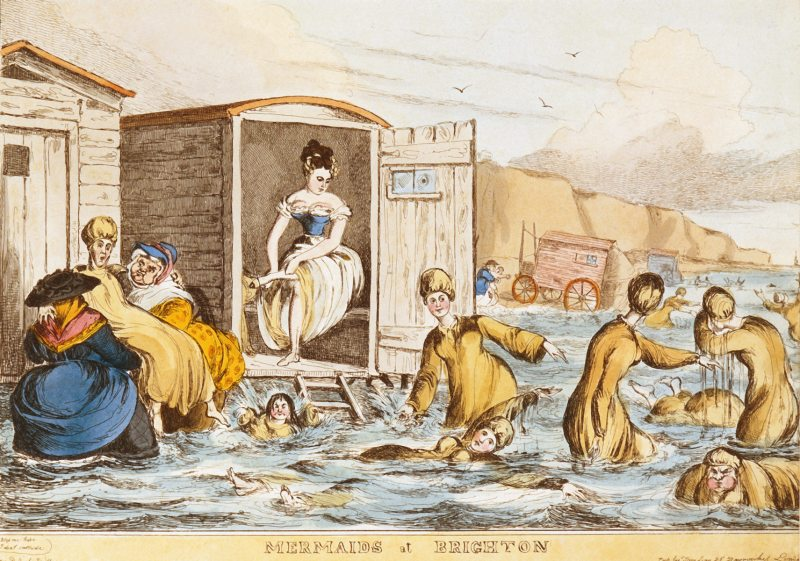
Les « Sirènes de Brighton » de William Heath (1829) représente des femmes se baignant dans la mer avec des machines de bain.

Au début de la période victorienne en Angleterre, les hommes nageaient généralement nus dans la mer, à proximité des machines de bain utilisées par les femmes. Des efforts sont entrepris pour créer des sections de plage séparées pour les hommes et les femmes. Une étude de 1842 sur les stations balnéaires a noté que la vue d'hommes nus dans la mer était une attraction principale pour les visiteurs de Ramsgate, y compris les femmes. L'auteur considère qu'il s'agit de la même chose que ce que ressentent les femmes lorsqu'elles regardent des images d'hommes nus dans les galeries d'art, d'hommes presque nus à l'opéra ou d'ouvriers dans l'eau. Sur la rivière Cherwell, près de l'Université d'Oxford, une zone réservée aux bains nus masculins était connue sous le nom de Parson's Pleasure.
Dans la seconde moitié du XIXe siècle, la montée de l'influence des chrétiens évangéliques a conduit à une réévaluation des modalités de bains mixtes. Les pressions morales ont conduit certains conseils municipaux à établir des zones pour que les femmes et les hommes puissent se baigner séparément. Ces zones n'étaient pas surveillées ; les bains mixtes étaient une activité populaire. Les stations balnéaires ont tenté d'apaiser les évangéliques sans contrarier les baigneurs traditionnels. Il existe très peu de documents attestant que les magistrats ont appliqué les règlements. En 1895, le Cosmopolitan rapportait : « Dans la plupart des stations balnéaires anglaises, les bains nus sont disponibles avant huit heures du matin », tandis que Brighton, Worthing, Hastings, Bexhill, Bognor et Folkestone toléraient encore les bains nus à tout moment de la journée, dans des zones éloignées des zones de baignade centrales.
Les caleçons de bain entrent en usage dans les années 1860, non sans opposition de la part du public. Des extraits du journal de Francis Kilvert, pasteur anglais et praticien de la nage nue, témoignent de la transition dans l'Angleterre des années 1870, de l'acceptation du bain nu à l'acceptation des maillots de bain. Kilvert décrit « une délicieuse sensation de liberté au moment de se déshabiller en plein air et de courir nu vers la mer. »
En 1895, les journaux The Daily Telegraph, Standard, Daily Graphic et Daily Mail mènent une campagne pour réintroduire les bains mixtes dans toutes les stations balnéaires, soulignant que son interdiction divisait les familles et les encourageait à prendre leurs vacances à l'étranger. La pression commerciale prennent le dessus sur les pressions morales. Les bains de mer cessent d'être pratiqués pour des raisons de santé et sont désormais surtout pratiqués pour le plaisir. À mesure que les plages séparées de la ville disparaissent, les maillots de bain pour hommes deviennent une partie intégrante du paysage et les bains nus disparaissent.

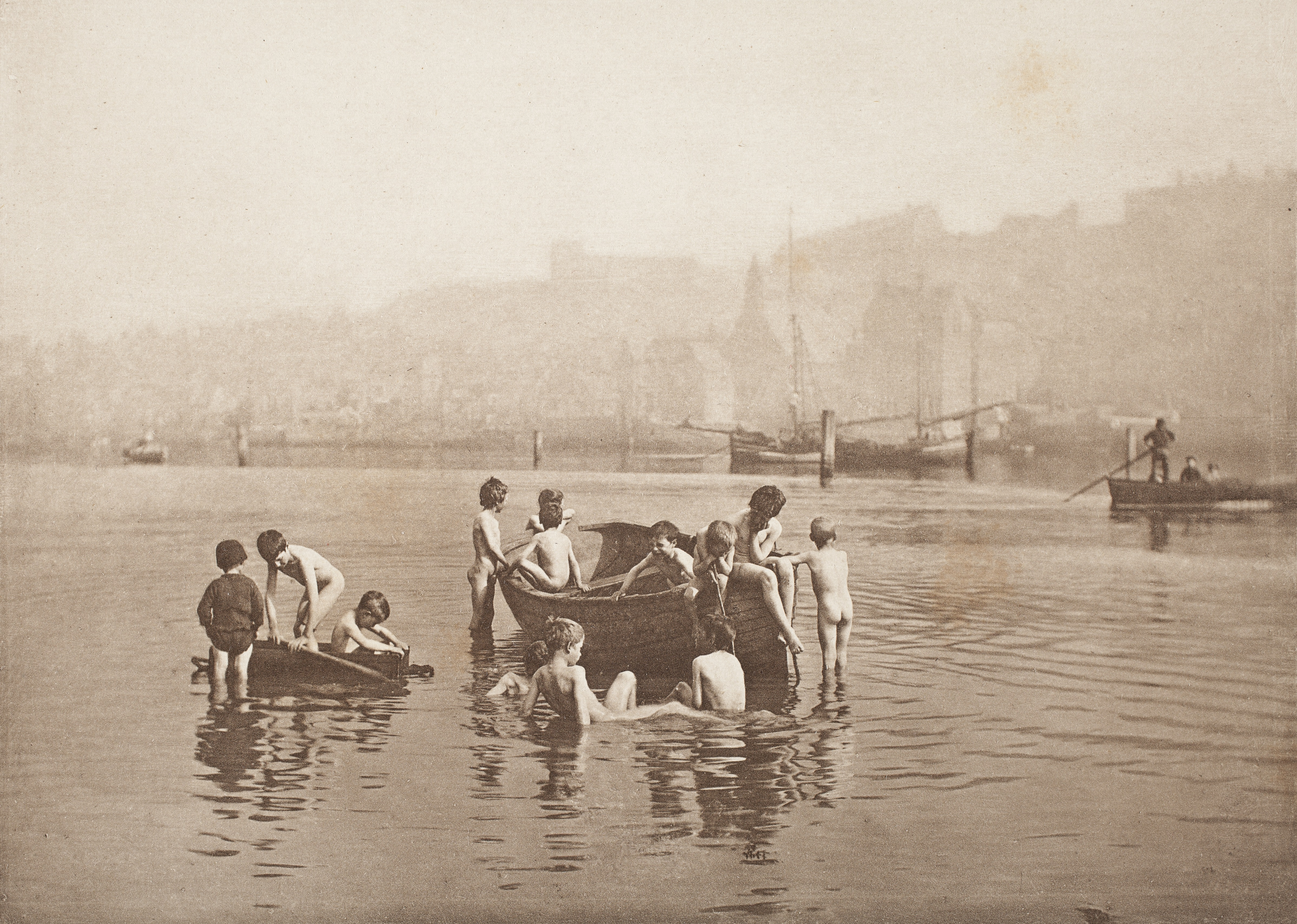
« Les rats d'eau », Francis Sutcliffe, 1886.

L'introduction des bains mixtes à travers l'Europe et ailleurs a certainement créé une pression pour l'adoption des maillots de bain par les deux sexes. Cependant, jusqu'à la fin de l'ère victorienne, alors les femmes portaient systématiquement des tenues de bain pudiques, de nombreux garçons, parfois déjà adolescents, nageaient et jouaient encore dans les stations balnéaires complètement nus. Un article publié le 23 août 1891 dans le Syracuse Sunday Herald rapporte ainsi que :

« Un « Américain perplexe » écrit au London Standard qu'il ne peut pas emmener sa petite fille jouer dans le sable dans une station balnéaire britannique sans qu'elle soit entourée d'une foule de garçons nus. Un ami anglais lui a dit qu'ils laissaient leurs filles jouer avec des garçons nus de dix ans, mais qu'ils fixaient la limite à quinze ans. »

#### Australie
À l'époque victorienne, des bains publics et des piscines ont été construits à Adélaïde pour répondre aux problèmes de santé et de sécurité, mais aussi pour réduire la persistance de la baignade nue en eaux libres. Des maillots de bain étaient distribués aux usagers de la piscine.

#### États-Unis
En 1850, la ville de Grand Rapids, dans le Michigan, a abordé le problème des hommes et des femmes nageant nus dans la rivière Grande en adoptant une ordonnance autorisant cette activité uniquement la nuit, entre 20 heures et 5 heures du matin.

## XXeetXXIesiècles
Au début du XXe siècle, le mouvement naturiste commence et promeut la « nudité non sexuelle », par exemple lors de la baignade.

### Allemagne

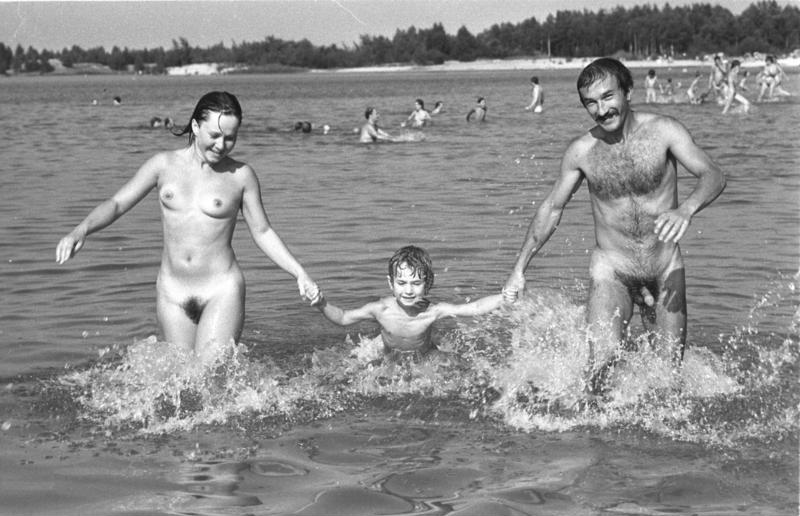
Nageurs nus dans le lac de Senftenberg, en Allemagne de l'Est, en 1983.

Dans la République de Weimar, la culture sociale ne bannit pas la nudité en baignade — pour femmes et hommes, ensemble ou pas — et, à la suite de la crise économique, cette baignade devient souvent « sauvage » : les lacs, les rivières et la mer remplace les piscines que la crise économique ne permet plus guère de construire ni de faire fonctionner au quotidien.

### Angleterre
Dans les écoles anglaises pour garçons (la Manchester Grammar School, par exemple), la baignade nue était obligatoire jusqu'aux années 1970, sans qu'on en sache la raison (D'aucuns supposent que les fibres des maillots de bain en laine pouvaient obstruaient les filtres des piscines, mais le développement des fibres synthétiques n'a d'abord rien changé).
Un film amateur montre des enfants en escapade dans le parc d'une demeure britannique des années 1940 ; des garçons d'une dizaine d'années y jouent nus dans la rivière sans étonner les adultes et adolescents autour d'eux.

### Canada
À la fin du XIXe siècle et au début du XXe siècle, des établissements de bains privés servaient les classes moyennes et supérieures. Parmi eux figuraient la YMCA, qui nécessitait une adhésion ou le paiement de frais d’inscription. Cependant, le problème des hommes se baignant nus en public a été reconnu ; des efforts visant à réglementer la baignade nue au moyen de lois interdisant sa pratique pendant la journée ayant été prises, sans pour autant empêcher l'augmentation des incidents entre les années 1860 et 1880.
Au XIXe siècle, les garçons et les hommes de la classe ouvrière de Toronto qui nageaient nus dans les rivières Humber et Don étaient autorisés à le faire dans certains endroits clairement délimités. Le bain de minuit était considéré par beaucoup comme une activité innocente réservée aux jeunes hommes, à condition qu'elle n'empiète pas sur la sensibilité des femmes. Au XXe siècle, la croissance urbaine a mis à mal cet isolement et a également créé le problème de la pollution de l’eau. L'aménagement des plages du quartier de Sunnyside, au bord du lac Ontario, a marqué la fin de la baignade nue en plein air.

### Chine
En 2004, après que des étudiants d'une université locale s'y soient baignés nus, des panneaux ont été placés sur une plage au bord d'une rivière dans un parc public de la province du Zhejiang, déclarant la section une plage nudiste. À la suite des plaintes d'autres visiteurs du parc, les panneaux ont été retirés, bien qu'officiellement, la Chine n'ait aucune loi interdisant la baignade nue. Lors d'une vague de chaleur en juillet 2005, plusieurs incidents d'hommes se baignant nus ont été constatés.

### Grèce
Dans les années 1870, les bains de mer sur le front de mer d'Athènes étaient une activité dominée par les hommes de la classe ouvrière, qui nageaient nus. Au début du XXe siècle, des lieux de villégiature pour la classe moyenne ont été créés, une transition qui était en contradiction avec la nudité masculine. On a réglé ce problème en créant des zones de bain séparées pour les hommes et les femmes, mais ces mesures sont devenues difficiles à appliquer. Dans les années 1910, les bains mixtes se généralisent. Les tenues de plage féminines sont devenues « semi-nues » par rapport aux normes des années précédentes, exposant les bras et les jambes des femmes.

### États-Unis

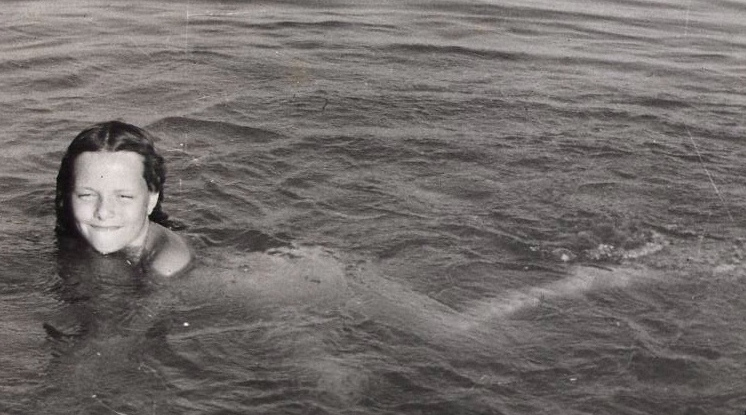
Une fille nageant nue dans un lac, en 1942.

Aux États-Unis, les baignades nues chez les jeunes, principalement les garçons, étaient courantes dans les zones rurales du pays. À mesure que des villes comme Logan dans l'Utah, Humboldt dans l'Iowa, ou Dixon dans l'Illinois se développèrent dans les années 1890, les lieux traditionnels de baignade devinrent plus visibles pour le public et des ordonnances locales furent mises en œuvre interdisant la baignade nue, mais elles étaient difficiles à appliquer ou impliquaient de très jeunes enfants qui n'étaient pas punis. En 1907, à Nashville, dans le Tennessee, les shérifs adjoints n'ont pris aucune mesure pour empêcher les hommes et les garçons de nager nus dans la rivière Cumberland, si ceux-ci se trouvaient en dehors des zones peuplées.
En 1927, la traversée à la nage du chenal séparant l'île Catalina et le continent a été déclarée à maillot de bain optionnel par son sponsor, William Wrigley. Deux nageurs noirs américains ont déclaré leur intention de nager nus, ainsi que plusieurs femmes, affirmant que les maillots disponibles constituaient un handicap.
L'écrivain et naturaliste Ernest Thompson Seton décrit la pratique de la nage nue comme l'une des premières activités de ses Indiens Woodcraft, précurseurs du mouvement scout, en 1902. Un article de 1937 sur la natation dans les camps d'été de scouts dans l'État de Washington ne commente pas le fait que les garçons sont nus sur presque toutes les photographies. Les descriptions des journées spéciales de « carnaval » mixtes ne mentionnaient pas si des maillots de bain étaient disponibles. Il est indiqué que « les garçons comme les filles apprécient le frisson de nager nus, c'est pourquoi, à l'occasion, les maillots de bain peuvent être retirés pour le plongeon nocturne. » La baignade nocturne n'était autorisée que dans les camps où elle était sans danger. En 1937, des garçons nageant nus dans les ruisseaux d'Atlanta, en Géorgie, n'ont reçu que des avertissements.
La pratique de la baignade nue a survécu dans le Vermont rural jusque dans les années 1970. Les résidents plus âgés de Duncanville, au Texas, se souviennent du « Blue Hole » sur la Ten Mile Creek, à quelques centaines de mètres à l'ouest de la Main Street, comme étant l'endroit où ils se baignaient nus. En 1967, des comportements répréhensibles, notamment des beuveries, des bagarres et des accidents, ont donné lieu à des plaintes et à des appels pour que l'endroit soit interdit d'accès.

#### Baignade nue et piscines couvertes

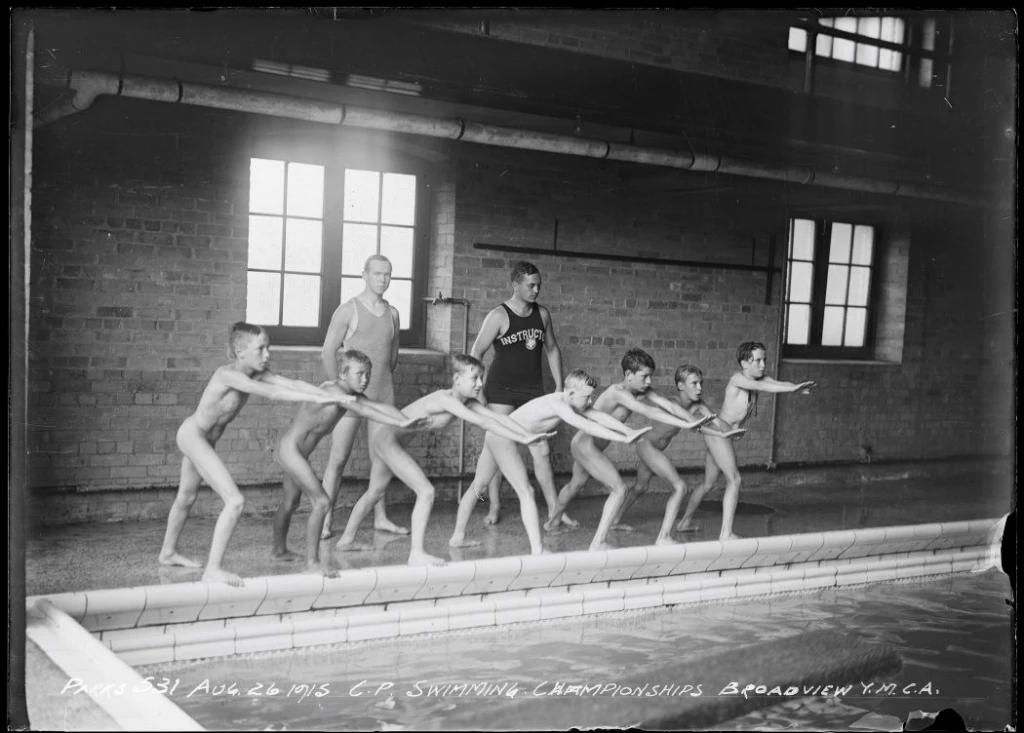
Une leçon de natation dans une YMCA, 1915.

Initialement, les hommes et les garçons nageaient nus dans les piscines couvertes, comme c'était auparavant de coutume dans les lacs et les rivières. Partout dans les YMCA, la baignade nue a eu été autorisée à partir des années 1890, et ce jusqu'à ce que l'institution devienne mixte dans les années 1960. Compte tenu des limites de l'efficacité de la chloration à cette époque, des « mesures comportementales » étaient utilisées pour maintenir la qualité de l’eau — en l'espèce, le fait de se baigner nu. En 1933, en plus de recommander la nudité, tous les baigneurs étaient tenus de vider leur vessie et de prendre une douche avant d’entrer dans la piscine. Les personnes souffrant de maladies cutanées ou respiratoires n'étaient pas autorisées dans les piscine. En 1940, les experts de la santé continuaient de recommander aux garçons de porter des maillots de bain uniquement dans les piscines ouvertes aux deux sexes. Les filles recevaient des combinaisons en coton qui pouvaient être bouillies pour les désinfecter entre chaque utilisation ; les combinaisons en laine utilisées par les garçons ne pouvaient pas l'être car elles rétrécissaient. Il a également été noté que les costumes en laine qui avaient été utilisés auparavant dans l'eau salée ne pouvaient pas être lavés efficacement, le sel empêchant le savon de mousser. En 1926, le manuel de normes de l'American Public Health Association (APHA) recommandait que les piscines intérieures utilisées par les hommes adoptent des politiques de baignade nue et que les piscines intérieures utilisées par les femmes exigent des maillots de bain « du type le plus simple ». Les étudiants n'étaient pas encouragés à apporter leurs propres maillots, les institutions n'ayant aucun moyen de contrôler leur propreté.
En 1947, les filles de la Liberty School à Highland Park, dans le Michigan, nageaient également nues dans leurs classes. Les garçons n'ayant pas porté de maillot depuis des années, les filles avaient demandé à faire de même, afin de ne pas perdre trop de temps dans les vestiaires. Après six semaines, les collégiennes ont reçu l’ordre de porter des maillots, mais celles de l’école primaire continuent à être nues. Tout en suivant les souhaits des parents qui estimaient que les filles plus âgées devaient se comporter avec pudeur, les membres du conseil d'administration ne cachaient par leur désaccord, déclarant qu'il n'y avait « aucun problème moral en jeu »,.
Les nouveaux développements en matière de chloration des piscines, de filtration et de maillots de bain en nylon ont conduit l'APHA à abandonner sa recommandation de baignade nue pour les hommes en 1962 ; cependant, la pratique n’en a pas immédiatement cessé. Au cours des années 1970, l’adoption de la natation mixte a conduit à l’abandon progressif de la natation masculine nue dans les écoles. Les règles fédérales du Titre IX imposant l’égalité en matière d’éducation physique ont conduit la plupart des écoles à passer à des cours d'éducation physique mixtes en 1980, mettant fin à la pratique de la natation nue dans les écoles publiques. Au XXIe siècle, cette pratique a été oubliée, son existence a été niée ou considérée comme un exemple de comportements douteux du passé qui ne seraient plus acceptables de nos jours. Cependant, le psychanalyste jungien Barry Miller considère la sexualisation de la nudité dans des situations réservées aux hommes, comme les vestiaires et les piscines, comme une erreur.

## Pratiques contemporaines

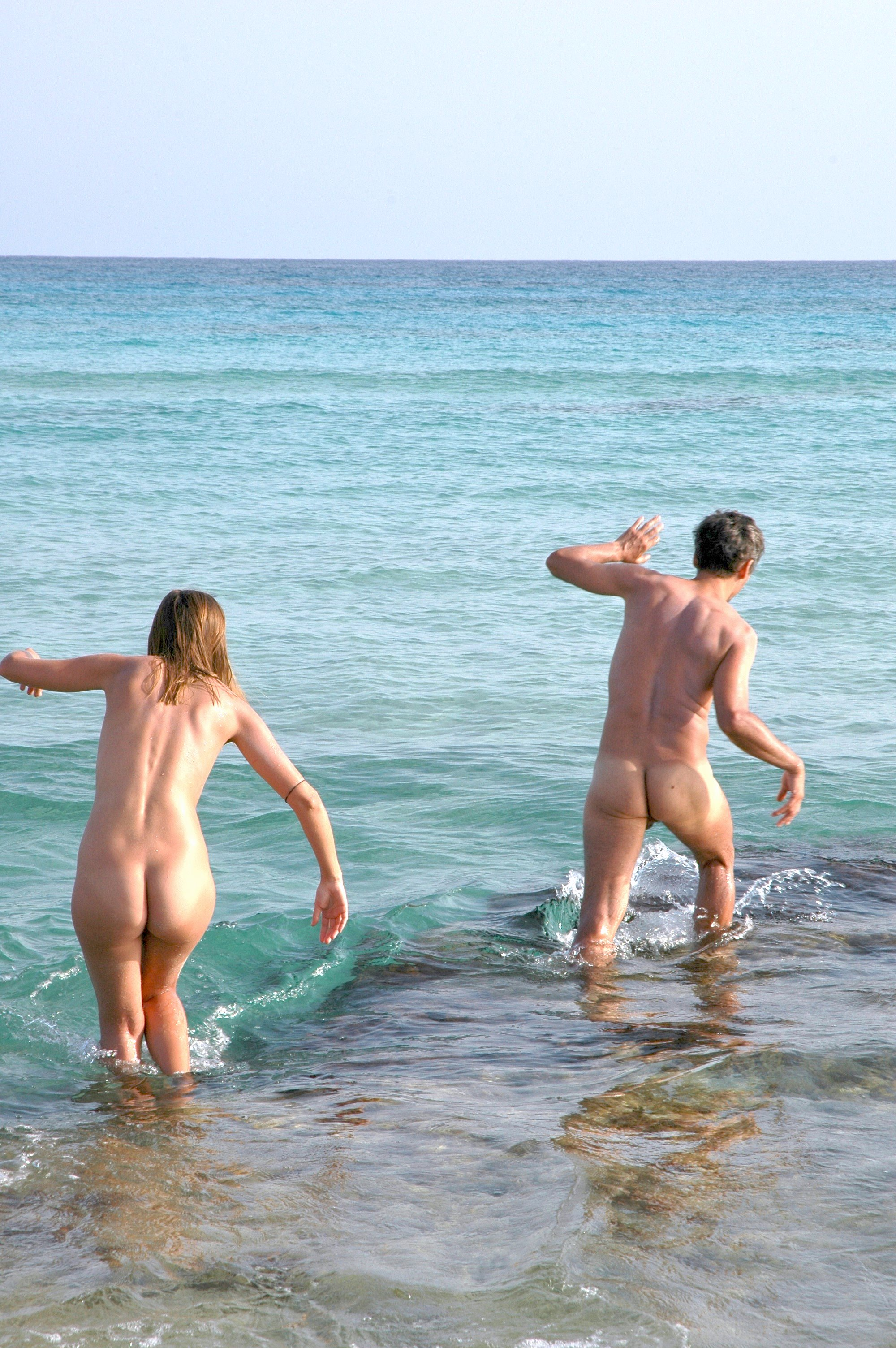
Homme et femme nus entrant dans l'eau à la plage de Formentera, en Espagne.

Dans de nombreux pays, au XXIe siècle, la baignade nue se pratique principalement sur des plages nudistes, dans des installations naturistes, dans des piscines privées ou dans des zones de baignade publiques isolées ou séparées. Certains pays occidentaux, comme le Canada et le Royaume-Uni, n’ont pas de lois interdisant la baignade nue dans les lieux publics, tandis que d'autres appliquent strictement diverses lois contre la nudité en public, y compris la baignade nue. Certaines juridictions qui maintiennent des lois contre la nudité en public peuvent fermer les yeux sur les incidents de baignade nue en fonction des circonstances, les policiers sur place refusant de procéder à des arrestations.
En Allemagne, la baignade nue est plus répandue que dans de nombreux autres pays. Une étude de 2014 a révélé que les Allemands étaient les plus nombreux (28 % des sondés) à avoir été nus sur une plage. Alors que les rivières urbaines d'Europe deviennent plus propres et que les habitants cherchent de plus en plus souvent à se réfugier dans l'eau pour faire face à la hausse des températures, nombreux sont ceux qui nagent ou prennent le soleil nus.
Le record du monde du bain nu le plus « peuplé » – 2 505 personnes – a été établi le 9 juin 2018 sur la plage de Meaghermore dans le comté de Wicklow, en Irlande. Le record a été établi lors d'un événement annuel entièrement féminin connu sous le nom de Strip and Dip, créé par Deirdre Featherstone, survivante du cancer. L'événement de 2018 a permis de collecter des fonds pour une association caritative nationale de lutte contre le cancer chez les enfants,.

## Représentations artistiques
|                                            |
| The Swimming Hole par Thomas Eakins (1885) |

|                                   |
| 42 Kids par George Bellows (1907) |

|                                                             |
| Children bathing near a rowboat par Emil Axel Krause (1910) |

|                                                                         |
| Couverture du Saturday Evening Post par J.C. Leyendecker (19 août 1911) |

|                                                         |
| The Pursuit - Nudes Swimming par Charles Shannon (1922) |

|                                                |
| La Tempête par Ludwig von Hofmann (avant 1920) |

|                                                   |
| Baigneurs nus par Ludwig von Hofmann (avant 1937) |

|                                                                                       |
| Deux baigneurs nus et trois jeunes filles dansant par Ludwig von Hofmann (avant 1937) |

|                                                         |
| Jeunes pêcheurs nus par Ludwig von Hofmann (avant 1939) |

La baignade nue était un sujet courant des maîtres anciens (peintres d'avant le XIXe siècle) et des peintures à l'huile romantiques, généralement bucoliques ou placées dans un cadre mythologique ou historique. Par exemple, les peintres suédois Georg Pauli et Anders Zorn ont peint un certain nombre de scènes de baignade nue.
À la fin du XIXe siècle, les peintres ont commencé à représenter des garçons et des hommes nus dans des décors réalistes. Les Baigneuses de Daumier montrent des jeunes gens se débarrassant maladroitement de leurs vêtements (symbole de répression) et un jeune homme nu, petit et trapu, entrant prudemment dans l'eau — il représente la liberté. Les Baigneuses d'Asnières de Seurat utilisent un symbolisme similaire pour montrer les baigneuses retirant leurs identités quotidiennes pour entrer dans la lumière momentanée du soleil.
Les baigneurs dans The Swimming Hole de Thomas Eakins représentent chacun différentes étapes de la vie de l'artiste. L'artiste a préparé cette toile en prenant de multiples photographies de ses élèves gambadant à cet endroit. Le tableau dépeint une heureuse inconscience physique vue à travers la perspective de l'âge ; une nostalgie de la jeunesse. Dans les années 1880, cette nostalgie de la jeunesse n’était qu’un vernis masquant soigneusement une homosexualité latente. Au conraire, Henry Scott Tuke a peint des baigneurs nus dans un style doux et idéalisé, évitant délibérément toute sexualité manifeste.
Les baigneurs de Cézanne, oeuvre monumentale, sont issus de souvenirs d'une enfance heureuse plutôt que d'une observation directe. C'est ce que décrit son ami Émile Zola comme une époque où « ils étaient possédés par la joie de plonger (nus) dans les bassins profonds où coulaient les eaux, ou de passer les journées complètement nus au soleil, de se sécher sur le sable brûlant, de replonger pour vivre dans la rivière... »,.
Au cours des périodes ultérieures, les représentations de scènes de natation nue sont devenues plus rares, mais elles représentaient plus fréquemment des scènes réalistes et actuelles. La couverture de l'édition du 19 août 1911 du Saturday Evening Post portait une peinture de Leyendecker représentant trois garçons ; la couverture de l'édition du 4 juin 1921 portait la peinture de Norman Rockwell No Swimming représentant des garçons dans divers états de dénudation échappant aux autorités locales.

## Pour aller plus loin

### Lectures complémentaires
- Karen Eva Carr, Shifting Currents: A World History of Swimming, Reaktion Books, 18 juillet 2022 (ISBN 978-1-78914-577-9, lire en ligne)
- Eric Chaline, Strokes of Genius: A History of Swimming, Reaktion Books, 15 août 2017 (ISBN 978-1-78023-890-6, lire en ligne)
- Alain Corbin, The Lure of the Sea: The Discovery of the Seaside in the Western World, 1750-1840, University of California Press, 1er janvier 1994 (ISBN 978-0-520-06638-0, lire en ligne)
- Kevin Dawson, Undercurrents of Power: Aquatic Culture in the African Diaspora, University of Pennsylvania Press, 20 mars 2018 (ISBN 978-0-8122-4989-7)